# Uleila del Campo (kommun)
Uleila del Campo är en kommun i Spanien.   Den ligger i provinsen Provincia de Almería och regionen Andalusien, i den sydöstra delen av landet, 400 km söder om huvudstaden Madrid. Antalet invånare är 989.